# Ansett New Zealand
Ansett New Zealand fue una aerolínea que sirvió al mercado nacional de Nueva Zelanda entre 1987 y 2000. Era una subsidiaria de Ansett Transport Industries . Para cumplir con los requisitos reglamentarios relacionados con la adquisición de Ansett Transit Industries por Air New Zealand, Ansett New Zealand se vendió a News Corporation y más tarde a Tasman Pacific Airlines de Nueva Zelanda en 2000, operando como una franquicia de Qantas bajo Qantas New Zealand. Entró en quiebra y posteriormente en liquidación en 2001.

## Historia
Ansett New Zealand fue el resultado del deseo de Ansett Transport Industries de expandirse en el mercado de Nueva Zelanda, gracias a la relajación de la regulación en el sector de la aviación por parte del cuarto gobierno laborista. Ansett Transport Industries formó una sociedad con dos empresas de Nueva Zelanda, Brierley Investments y Newmans Coach Lines , siendo esta última una empresa de turismo propietaria de la no rentable Newmans Air. Newmans Air formó la base para una nueva aerolínea expandida, la compañía es Bilmans Management Ltd, que opera como Ansett New Zealand. La mitad de sus acciones (el máximo permitido para una empresa extranjera) eran propiedad de Ansett, con Brierley con el 27,5% y Newmans con el 22,5%. Posteriormente, las regulaciones se relajaron aún más y Ansett asumió la plena propiedad en abril de 1988.
Las operaciones comenzaron el 25 de julio de 1987 con tres aviones Boeing 737-100 entre Auckland , Wellington y Christchurch. Los ex Newmans Air de Havilland Canada Dash 7 se utilizaron en rutas turísticas entre Auckland, Rotorua , Christchurch, Mount Cook y Queenstown . El antiguo y ruidoso avión Boeing 737 fue reemplazado por un nuevo y más silencioso British Aerospace 146 conocido como "Whisper Jets". Las rutas se ampliaron a Dunedin e Invercargill. Además, los viejos Dash-7 fueron reemplazados por los mucho más eficientes en combustible.Bombardier Dash 8s . Para el año 2000, la flota había aumentado a ocho BAE-146 (una versión de cambio rápido para convertirla en operaciones de carguero) y cinco Dash-8.
En 1996, Air New Zealand hizo una oferta para comprar la mitad de Ansett Transport Industries, después de que se retirara abruptamente un acuerdo de cielos abiertos para que la primera volara dentro de Australia. Sin embargo, los reguladores antimonopolio no querían que Air New Zealand obtuviera el control de las operaciones de Ansett en Nueva Zelanda y, por lo tanto, se requería que las dos aerolíneas de Ansett se separaran. Ansett sería propiedad de Air New Zealand y (hasta que fuera comprada) News Corporation, mientras que Ansett New Zealand sería propiedad exclusiva de News Corporation.
En junio de 2000, News Corporation vendió Ansett New Zealand a Tasman Pacific Airlines, propiedad de un grupo de inversores que incluía a RM Williams. Poco después, la empresa se convirtió en una franquicia de Qantas , que opera bajo la marca Qantas New Zealand. Al año siguiente, sin embargo, la aerolínea entró en liquidación. La participación posterior de Qantas en el mercado interno de Nueva Zelanda no estuvo relacionada y no fue a través de un acuerdo de franquicia.

## Flota
- 12 British Aerospace 146s ; incluyendo 2 -200, 1 200QC, 6300 y 3 -300A
- 2 Dash 7 (heredado de Newmans Air)
- 9 Bombardier Dash 8 ; incluyendo 7-102 y 2-311
- 5 Boeing 737-130
- 5 Embraer EMB-110 Bandeirante (operado por Rex Aviation como servicios regulares regionales de traNZair y posteriores de Ansett, finalizado en 1999 y reemplazado por Jetstream)
- 5 BAe Jetstream 32EP (operado por Rex Aviation y Air National como Ansett regional)

## Accidentes
El primer accidente de Ansett New Zealand involucró a un BAe 146-200 que se salió del final de la pista del aeropuerto de Queenstown el 28 de abril de 1990. Sin embargo, el avión solo sufrió daños menores. El Vuelo 703 de Ansett New Zealand era un vuelo de transporte de pasajeros programado de Ansett New Zealand desde Auckland a Palmerston North. El 9 de junio de 1995, el avión un de Havilland Canada Dash 8 que volaba en esta ruta se estrelló al oeste de Tararua Ranges. ya 16 km al este del aeropuerto de Palmerston North, durante una aproximación por instrumentos con mal tiempo. La aeronave transportaba a 18 pasajeros y tres tripulantes. Todos los pasajeros eran ciudadanos de Nueva Zelanda a excepción de un solo ciudadano de los Estados Unidos. La azafata y tres pasajeros murieron como consecuencia del accidente.